# Óriás-hangyászgébics
Az óriás-hangyászgébics (Batara cinerea) a madarak osztályának verébalakúak (Passeriformes) rendjébe és a hangyászmadárfélék (Thamnophilidae) családjába tartozó Batara nem egyetlen faja.
A magyar név forrással nincs megerősítve, lehet, hogy az angol név tükörfordítása (Giant Antshrike).

## Előfordulása
Argentína, Bolívia, Brazília és Paraguay területén honos.

## Alfajai
- Batara cinerea argentina
- Batara cinerea cinerea
- Batara cinerea excubitor

## Megjelenése
Testhossza 34 centiméter.

## Életmódja
Rovarokkal és kisebb gerincesekkel táplálkozik.

## Külső hivatkozások
- Képek az interneten a fajról
- Internet Bird Collection - videók a fajról
- Xeno-canto.org - a faj hangja és elterjedési területe